# (5763) 1982 MA
(5763) 1982 MA là một tiểu hành tinh vành đai chính. Nó được phát hiện bởi Alan C. Gilmore và Pamela M. Kilmartin ở Mount John University Observatory ở New Zealand, ngày 23 tháng 6 năm 1982.